# بدون سود بدون عشق
بدون سود بدون عشق (انگلیسی: No Gain No Love; کره‌ای: 손해 보기 싫어서) یک مجموعه تلویزیونی محصول کره جنوبی با بازی شین مین آ، کیم یونگ ده، لی سانگ یی و هان جی هیون است. این مجموعه از ۲۶ اوت تا ۱ اکتبر ۲۰۲۴، روزهای دوشنبه و سه‌شنبه ساعت ۲۰:۵۰ (کی‌اس‌تی) از تی‌وی‌ان پخش شد. این مجموعه همچنین برای استریم در تیوینگ در کره جنوبی و در آمازون پرایم ویدئو در مناطق منتخب قابل دسترسی است.

## بازیگران

### اصلی
- شین مین آ در نقش سون هه یونگ[۱]
- کیم یونگ ده در نقش کیم جی ووک[۲]
- لی سانگ یی در نقش بوک گیو هیون[۳]
- هان جی هیون در نقش نام جا یون / یون بو را[۱]

### مکمل
- جون هه وون در نقش کوان یی رین[۴]
- لی یو جین در نقش یو ها جون[۵]
- جو مین کیونگ[۶]